# Navidad en el País Vasco
La Navidad en el País Vasco comienza con la Fiesta de Santo Tomás, el 21 de diciembre, una celebración en la que la mayoría de la gente sale a la callepara bailar y comer talo con txistorra (un tipo de chorizo vasco). Llevan un traje tradicional llamado vestido de casera. Para las chicas consiste en una falda larga y una camisa antigua de manga larga con un pañuelo en la cabeza y un delantal. Los chicos llevan camisa larga negra, pantalones y una txapela (boina negra tradicional). Los trajes de casera suelen ser de color azul oscuro, pero pueden ser de muchos colores. Se visten de caseras porque es lo que lleva la gente de la montaña y la fiesta solía celebrar a los campesinos que vendían sus bienes en el pueblo y venían en Santo Tomás a pagar el alquiler a los propietarios de la ciudad.

## El Papá Noel del País Vasco
En el País Vasco el equivalente a Papá Noel es el Olentzero, y el Olentzero vive o vivía (dependiendo de lo que creas) en las montañas, y lleva la casera de los niños. Es un personaje mítico vasco muy representado como un mensajero que grita que es Navidad por todos los rincones del País Vasco. En algunas versiones, el Olentzero es un campesino o un pastor. Sin embargo, es común en todos los cuentos que el Olentzero traiga buenas noticias a la gente.
También se le conoce como el carbonero que baja de las montañas montado en su pottoka (caballo salvaje vasco) para repartir regalos a los niños. Los vecinos reciben castañas y vino. Por tradición, el 24 de diciembre, la televisión y la radio vascas transmiten que el Olentzero ha iniciado su viaje desde las montañas hasta los hogares de los niños.
En la España franquista (1939-1975), el Olentzero fue prohibido por ser un símbolo del separatismo regional. Sólo tras la transición española a la democracia se recuperó la tradición en el País Vasco.

## Día de Navidad
El día de Navidad todos los niños del País Vasco se acuestan temprano y dejan los zapatos en medio de cualquier habitación de la casa que no sea el baño o su dormitorio. El Olentzero deja todos los regalos al lado de los zapatos. El día de Año Nuevo algunos se ponen el vestido de casera y van a cantar a los jubilados de las residencias. Al día siguiente por la mañana, tanto si llueve como si nieva, es tradición para algunos ir a bañarse al mar (si hay mar en su pueblo o ciudad). Otro día importante para los vascos es el 6 de enero (Día de los Reyes Magos). Esa noche ocurre lo mismo. Los niños dejan los zapatos fuera y por la noche vienen los Reyes Magos y dejan regalos, pero muchos menos que Olentzero.